# Club Deportivo Villa de Santa Brígida
El Club Deportivo Villa de Santa Brígida fue un club de fútbol de España, del municipio de Santa Brígida (Las Palmas). Se fundó en 1984 y desapareció en 2004 tras unirse a la Sociedad Deportiva Santa Brígida y crear el actual Unión Deportiva Villa de Santa Brígida. En el momento de la unión el C.D. Villa de Santa Brígida competía en 3.ª División.

## Historia
El club se funda en 1984 con el nombre de Club Deportivo La Angostura en Santa Brígida, como un club humilde a la sombra de la S.D. Santa Brígida hasta ese momento el gran representante del fútbol municipal. En pocos años el equipo logra ascender hasta Preferente y aunque solo la mantiene dos temporadas consecutivas, en su nuevo paso por 1.ª Regional vuelve a ascender a la máxima categoría provincial. En la temporada 1997/98 el equipo acaba segundo la liga y juega una promoción de ascenso a 3.ª División contra la Unión Deportiva Icodense. Tras el 1-2 en el Guiniguada pocos confiaban en el ascenso pero los grancanarios sorprendieron en El Molino al imponerse por 0-3 consiguiendo el ascenso al fútbol nacional. El equipo se asentaba en 3.ª División y en 2001 tras un acuerdo con el ayuntamiento y tras convertirse en el club con más años en el fútbol nacional de Santa Brígida cambia su denominación por Club Deportivo Villa de Santa Brígida. Tres años más tarde y otra vez por iniciativa municipal se fusiona con la SD Santa Brígida que ese año participaba en Preferente para crear la Unión Deportiva Villa de Santa Brígida. El C.D. Villa de Santa Brígida cedió su plaza en 3.ª División al nuevo equipo del municipio.

## Estadio
El Estadio Municipal del Guiniguada, situado en el barrio de la Angostura y llamado así por estar ubicado en el Barranco Guiniguada (nombre aborigen de dicho barranco y que aún hoy se conserva) tiene capacidad para 800 espectadores.

## Uniforme
- Local: la camiseta es roja, el pantalón es azul y las medias azul.
- Visitante: el uniforme visitante es completamente azul marino o completamente blanco dependiendo de la temporada.

## Temporadas
| Temporada                   | División                    | Posición                    | Copa del Rey                |
| Club Deportivo La Angostura | Club Deportivo La Angostura | Club Deportivo La Angostura | Club Deportivo La Angostura |
| --------------------------- | --------------------------- | --------------------------- | --------------------------- |
| 1984/85                     | 3.ª Regional                |                             |                             |
| 1985/86                     | 2.ª Regional                |                             |                             |
| 1986/87                     | 2.ª Regional                | 10.º                        |                             |
| 1987/88                     | 2.ª Regional                | 12.º                        |                             |
| 1988/89                     | 2.ª Regional                | 1.º                         |                             |
| 1989/90                     | 1.ª Regional                | 2.º                         |                             |
| 1990/91                     | Preferente                  | 12.º                        |                             |
| 1991/92                     | Preferente                  | 15.º                        |                             |
| 1992/93                     | 1.ª Regional                | 4.º                         |                             |
| 1993/94                     | Preferente                  | 3.º                         |                             |
| 1994/95                     | Preferente                  | 4.º                         |                             |

| Temporada                          | División     | Posición | Copa del Rey |
| ---------------------------------- | ------------ | -------- | ------------ |
| 1995/96                            | Preferente   | 6.º      |              |
| 1996/97                            | Preferente   | 3.º      |              |
| 1997/98                            | Preferente   | 2.º      |              |
| 1998/99                            | 3ª División  | 7.º      |              |
| 1999/00                            | 3ª División  | 11.º     |              |
| 2000/01                            | 3ª División  | 17.º     |              |
| Club Deportivo Villa Santa Brígida |              |          |              |
| 2001/02                            | 3.ª División | 3.º      |              |
| 2002/03                            | 3.ª División | 5.º      |              |
| 2003/04                            | 3.ª División | 2.º      |              |

### Datos del Club
- Temporadas en 3ªDivisión: 6
- Temporadas en Preferente: 7
- Temporadas en 1ªRegional: 2
- Temporadas en 2ªRegional: 4
- Temporadas en 3ªRegional: 1